# Ectropis sigai
Ectropis sigai là một loài bướm đêm trong họ Geometridae.